# Abd al-Munʿim ar-Rifaʿi
ʿAbd al-Munʿim ar-Rifaʿi (auch Abdelmunim Al-Rifai, arabisch عبد المنعم الرفاعي, DMG ʿAbd al-Munʿim ar-Rifāʿī; * 23. Februar 1917 in Tyros im Libanon; † 17. Oktober 1985 in Amman) war ein Diplomat und Politiker libanesischer Herkunft.
Er war zwei Mal Premierminister von Jordanien (24. März 1969 bis 13. August 1969 und 27. Juni 1970 bis 16. September 1970).
Ar-Rifaʿi war der erste Botschafter Jordaniens bei den Vereinten Nationen in New York (1956). Von 1968 bis 1969 und 1969 bis 1970 war er Außenminister Jordaniens. 
Gleichzeitig war er als einer der bedeutendsten Dichter Jordaniens bekannt. Er ist Verfasser des Textes der jordanischen Nationalhymne As-salam al-malaki al-urduni.
| Personendaten    | Personendaten                                                                 |
| ---------------- | ----------------------------------------------------------------------------- |
| NAME             | Rifaʿi, Abd al-Munʿim ar-                                                     |
| ALTERNATIVNAMEN  | Al-Rifai, Abdelmunim                                                          |
| KURZBESCHREIBUNG | jordanisch-libanesischer Politiker und Dichter, Premierminister von Jordanien |
| GEBURTSDATUM     | 23. Februar 1917                                                              |
| GEBURTSORT       | Tyros                                                                         |
| STERBEDATUM      | 17. Oktober 1985                                                              |
| STERBEORT        | Amman                                                                         |